# Ненад Дукић
Ненад Дукић (Београд, 5. октобар 1947) српски је филмски критичар, фестивалски селектор, продуцент и новинар.

## Биографија
Дипломирао и магистрирао је на Факултету драмских уметности.
Председник  је Федерације филмских критичара Европе и Медитерана (ФЕДЕОРА). Члан је Европске филмске академије и уметнички директор Међународног филмског фестивала у Братислави.
Дукић је дописник Би-Би-Си, Радио Берлина и Радио Београда. Био је  дописник угледног америчког „Холивуд репортера" и филмски критичар Радио Београда а био је и дугогодишњи дописник Холивуда.
Био је уметнички директор београдског ФЕСТ-а и потпредседник ФИПРЕСЦИ-ја. Програмер је Фестивала европског филма на Палићу.
Држао је предавања на факултетима у САД.
Објављивао је филмске критике и теоријске текстове у југословенским, српским и иностраним часописима као што су: Филмограф, Филмска култура, Сцена, Поља, Screen Intl.

## Филмографија
- В Краг
- Звиздан
- Реквијем за Госпођу Ј.[3]
- EASTALGIA[3]
- Неке друге приче[3]